# Alexis-Marie Piaget
Pour les articles homonymes, voir Piaget.
Alexis-Marie Piaget, né le 18 juillet 1802 à Lyon et mort le 1er juillet 1870 à Neuchâtel, est une personnalité politique suisse, membre du Parti radical-démocratique.

## Biographie
Fils d'un négociant d'origine neuchâteloise établi en France, Alexis-Marie Piaget passe son enfance à Lyon et à Paris. Il effectue des études de lettres, puis de droit. Après avoir été un temps imprimeur-lithographe à Paris, il s'établit en 1835 comme avocat à La Chaux-de-Fonds.
En 1848, Alexis-Marie Piaget est appelé à la présidence du gouvernement provisoire issu de la Révolution du 1er mars. Élu à l'Assemblée constituante, il est considéré comme l'un des auteurs principaux de la Constitution neuchâteloise de 1848. Il est ensuite président du Conseil d'État, le gouvernement cantonal, de 1848 à 1860.
Alexis-Marie Piaget siège également au Conseil national de 1854 à 1869.
Franc-maçon, il est membre de la loge L'Amitié à La-Chaux-de-Fonds, appartenant à la Grande Loge suisse Alpina.